# Cynorkis tenuicalcar
Cynorkis tenuicalcar är en orkidéart som beskrevs av Rudolf Schlechter. Cynorkis tenuicalcar ingår i släktet Cynorkis, och familjen orkidéer.
Artens utbredningsområde är Madagaskar.

## Underarter
Arten delas in i följande underarter:
- C. t. andasilbeensis
- C. t. onivensis
- C. t. tenuicalcar